# Arangina cornigera
Arangina cornigera är en spindelart som först beskrevs av Raymond Comte de Dalmas 1917.  Arangina cornigera ingår i släktet Arangina och familjen kardarspindlar. Inga underarter finns listade i Catalogue of Life.